# The Road Not Taken

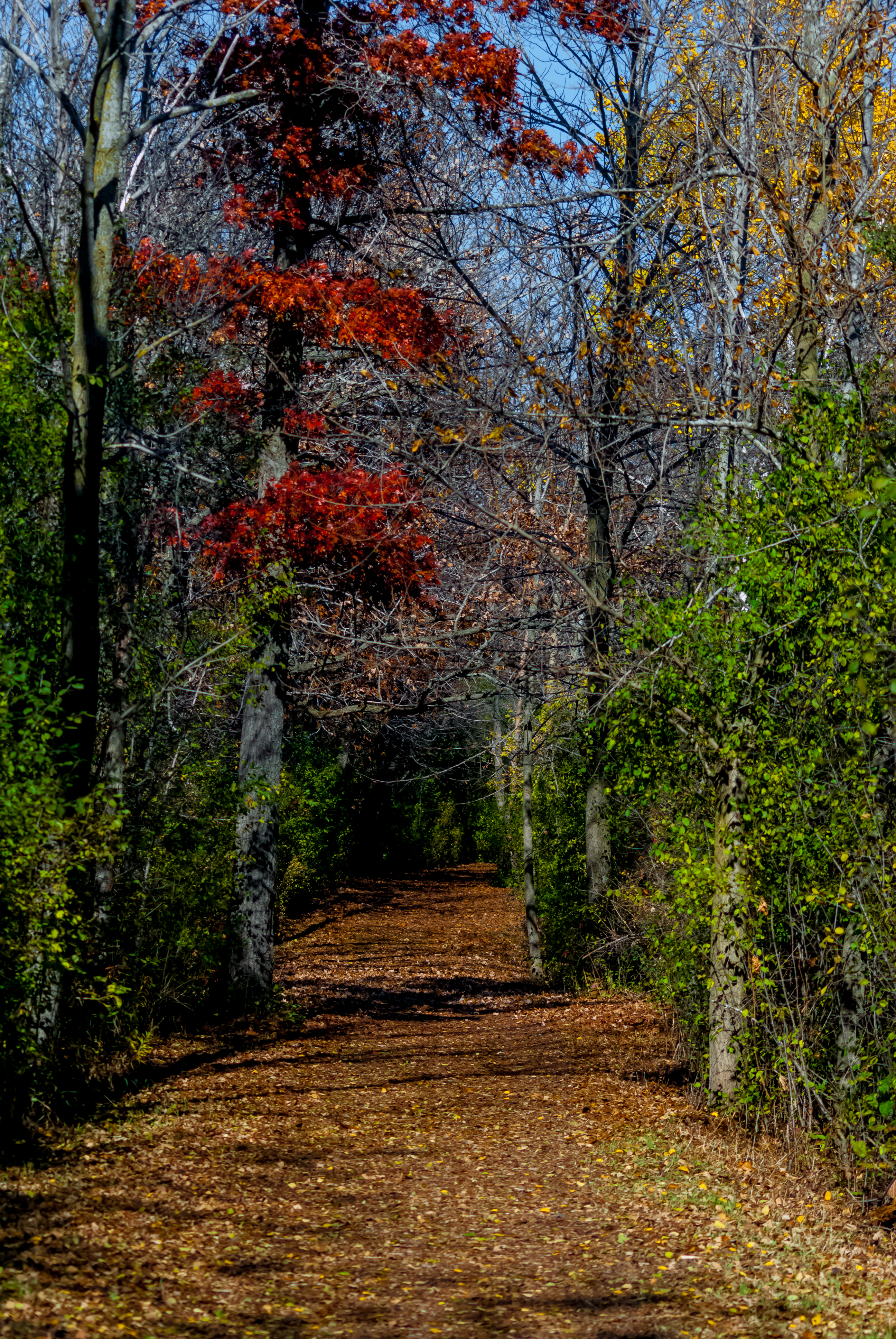
Droga w lesie

The Road Not Taken – wiersz amerykańskiego poety Roberta Frosta napisany w 1915 i opublikowany w zbiorze Mountain Interval (1916).
Wiersz The Road Not Taken, otwiera zbiór Mountain Interval. Napisany tetrametrem jambicznym, w każdej z czterech zwrotek stosuje schemat rymów ABAAB. Wiersz przedstawia narratora wspominającego podróż przez las, kiedy to musiał wybrać, którą z dwóch rozchodzących się dróg pojechać. Znaczenie dzieła od dawna jest przedmiotem sporów. Sam Frost twierdził, że była to parodia poety Edwarda Thomasa z  Georgii.

The Road Not Taken

Two roads diverged in a yellow wood,

And sorry I could not travel both

And be one traveler, long I stood

And looked down one as far as I could

To where it bent in the undergrowth;

Then took the other, as just as fair,

And having perhaps the better claim,

Because it was grassy and wanted wear;

Though as for that the passing there

Had worn them really about the same,

And both that morning equally lay

In leaves no step had trodden black.

Oh, I kept the first for another day!

Yet knowing how way leads on to way,

I doubted if I should ever come back.

I shall be telling this with a sigh

Somewhere ages and ages hence:

Two roads diverged in a wood, and I—

I took the one less traveled by,

And that has made all the difference.